# 中原大戰
中原大戰，是1930年5月至11月，蔣中正與阎锡山、冯玉祥、李宗仁等軍閥，在河南、山東、安徽等地的一場混战:471。自國民革命軍北伐以後，各派系因軍力編遣肇生不滿，汪精卫聯合西山會議派及地方實力派張發奎發起挑戰南京國民政府之內戰。

## 背景
1926年，廣州國民政府發動國民革命軍北伐，攻克奉系軍閥張作霖把持的北洋政府，1928年6月，張作霖無視日本要求撤兵退回東北，被日本关东军刺殺於皇姑屯，其子张学良趕回奉天繼位。12月，东北易帜，張學良除去北洋政府五色旗，改立「青天白日滿地紅旗」，歸順國民政府。北伐宣佈成功，國民政府完成南北統一。
國民革命軍北伐過程中，部分軍閥投誠國府並直接改編為國民革命军第二、三、四集團軍。北伐完成後，中國國民黨大多在各地留下政治分會。地方軍閥掌控軍事、人事、行政、財政大權，中央無從置喙。由於地方軍閥擴大勢力與中央衝突，形同藩鎮割據。蔣對各省份影響不彰，不但無法介入，只能以談判調停糾紛；甚至必須支付預算給不受號令、獨立自主的各地軍隊。全國軍費支出佔財政收入過半，財政部統計實際軍費甚至是國家預算2倍以上，加上軍閥以捉伕等方式，濫用民眾人力、物力進行戰爭，深深威脅蔣介石的統治地位與國民政府經濟。 

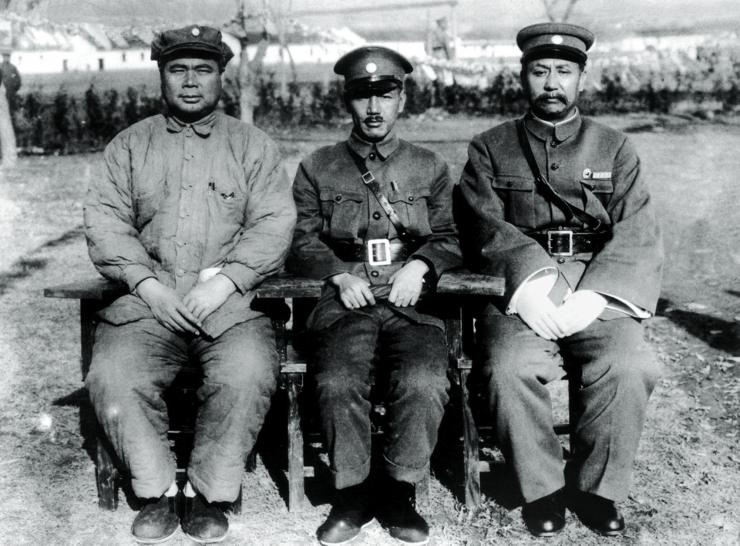
由左至右：冯玉祥、蔣中正、阎锡山3人在戰爭爆發之前的國軍編遣會議

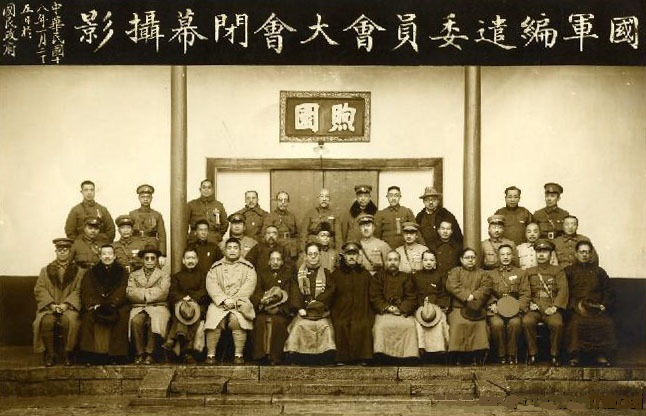
国军编遣委员会大会闭幕

1928年6月，蔣介石呈請設「裁兵善後委員會」，並屢次發電冯玉祥、阎锡山、李宗仁、李濟深徵求意見，以期協調一致，實施裁兵:17。何應欽在1928年7月2日於國民黨中央黨部報告編遣計畫，提到全國的國民革命軍共有84個軍、272個師，總編制人數220萬人以上，全年軍費8億元，而當時全國財政收入僅4.5億元，缺額差距極大。7月，蔣發表整軍意見及裁兵方案，並決定由第一集團軍率先裁編，以為之倡:17。蔣最初構想是將全國軍隊縮編為80個師、120萬人，軍費降低至國家預算的60%。
1929年1月1日，「國軍編遣委員會」成立:18，商討國軍編遣，減低軍費支出。蔣決定依據德國顧問建議，推動「軍隊中央化」，計劃將當時中國近300個師、220萬人以上部隊，大幅減併至50個師、80萬人，軍費預算縮減至全國稅收40%，其中屬於中央體系的第一集團軍改編為20個師，其餘各集團軍為10個師。除了各集團軍外，蔣提出另外在全國編制20萬人憲兵維持治安。若算入憲兵後，中央軍力明顯優於其他集團軍。由於裁軍將大幅削弱軍閥實力，遂引起各派系疑慮。這使各軍事派系關係開始緊張，以馮玉祥、閻錫山、李宗仁為首的一眾地方軍閥不滿軍隊被削，過去賴以為生的軍權，等同被蔣變相併吞，故開始進行反南京國民政府之舉動。
1929年3月，新桂系李宗仁、白崇禧和黃紹竑先和蔣中正決裂，爆發蔣桂戰爭。蔣一方面拉攏桂系部队，另一方面以武力進攻，最终桂系潰敗，李、白、黃於6月出走海外。5月，馮玉祥與蔣介石發生衝突，馮自任西北救國軍總司令，馮部下韓復榘、石友三支持中央，馮玉祥於6月出走太原，被阎锡山軟禁。11月，李宗仁等桂系連同汪精衛通電反蔣，12月，唐生智、張發奎通電擁護汪精衛及閻錫山，另立中央於北平。
1930年2月，閻錫山与蔣中正雙方電報往復，持續將近一月，時稱「電報戰」。閻要求共同下野，由汪精衛領導改組擴大會議，并实行全体党员投票决定党的政策，以示公平。蔣表示可以辞职，让位与阎锡山，但不同意汪精卫继承大统。蒋特意赠送1250万现洋，于是阎锡山表示愿意拥护中央，但避而不谈拥蒋。17日，蒋向全国军队发布文告，称“若割据称兵，胁制中央，擅改法令，破坏纪律，实为内乱”。2月21日，改组派王乐平被暗杀，引发倒蒋各派的反对和抗议。2月23日，在阎锡山的主导下，冯玉祥、李宗仁、张发奎、何键、韩复榘、石友三、杨虎城等45名将领联名通电，要求实行“全体党员总投票”，以建立“统一的党”。24日，汪精卫致电阎锡山，赞扬阎锡山的贡献，并赞同“党员公投法”，以解决三全大会和编遣军队引发的争端。3月1日，改组派北平、南京、广州等19个省市的支部和海外支部通电对蒋介石进行攻击，称“蒋逆不弃，则革命之势力益被其摧残。深望全国同胞全党同志，一致奋起，共同除贼”。:454-458当月，南京國民政府召開中國國民黨第三屆中央全體會議，開除汪精衛黨籍。閻錫山通電要蔣下野，各地反蔣軍閥起而響應:471。3月15日，原第二、第三及第四集團軍57名將領，派代表赴太原商討反蔣:471，列出蔣介石六宗罪行，推閻為「中華民國陸海空軍總司令」:471，李宗仁、馮玉祥及張學良為副總司令。
4月，蔣回南京赴津浦鐵路巡視；赴平漢鐵路檢閱:20。4月1日，閻錫山、馮玉祥及李宗仁分別在太原、潼關、桂平宣佈就職，石友三再度倒戈加入反中央軍，惟張學良未表態。4月5日，南京國民政府下令通緝閻錫山。

## 雙方戰略
參戰的反蔣軍有5個方面軍60余萬人，其中西北軍和晉軍是主力:471。桂軍李宗仁指揮第一方面軍，由廣西出兵湖南，北進武漢:471；西北軍馮玉祥指揮第二方面軍，由鄭州地區沿陇海铁路、平漢鐵路東取徐州，並防守許昌以北地區:471，與桂系在武漢會師；晉軍閻錫山指揮第三方面軍，由河北沿津浦鐵路南下進攻濟南，爾後與馮部會攻徐州，進兵南京:471；石友三指揮第四方面軍，由新鄉東進，主攻濟寧、兗州，配合閻部會攻濟南；河南樊鍾秀部為第八方面軍，集結臨潁地區:471。反蔣軍還聯絡東北、四川、湖南等地軍閥參加討蔣:471，另外擬定東北軍為第五方面軍，內定湖南何鍵部及四川劉文輝部分別為第六方面軍、第七方面軍。
面對號稱80萬兵力的反蔣聯盟，蔣介石以德國顧問格奧爾格·魏澤爾中將制定作戰計畫，在分析多方優劣後，魏澤爾建議蔣先集中優勢兵力，攻擊較弱的晉軍，以解除夾擊之脅:124。蔣介石調兵70餘萬編成4個軍團，親任總司令，令韓復榘指揮第一軍團，在黃河南岸浦津路，防守山東禹城地區，阻擊閻部南下:471；中央軍劉峙指挥第二軍團，集結於徐州、碭山、宿縣等地:471；何成濬指揮第三軍團，集結於漯河地區；陳調元指揮預備軍團，集結於濟寧、菏澤地區:471。

## 經過

### 軍事
5月，蔣誓師討伐閻錫山、馮玉祥；前赴濟南，慰勉韓復榘:20。5月11日，中央軍發起總攻擊:471。戰事揭開序幕。戰場可分為南北兩方面：北方主戰場在河南，副戰場在山東，分別沿平漢鐵路、隴海鐵路、津浦鐵路三條鐵路進行；南方戰場主要在湖南的岳州、長沙一帶，沿湘江進行:471。

#### 北方戰場：阻擊西北軍
戰爭初期，數量較少、缺乏重裝備的中央軍主動在隴海鐵路發動進攻。並在豫東馬牧集與部署堅固嚴密防禦工事陣地的萬選才第十二軍發生激戰。西北軍援軍陸續投入增援歸德戰線的第十二軍，蔣中正命令劉峙率第一師、第三師、教導第一師、第十一師兵分三路攻擊。
第一師代師長徐庭瑤以自告奮勇的第九連連長張靈甫為先鋒，親自突襲攻下防守工事險固的塞城謝集，接連攻佔鄭村、民權。中央軍猛攻，搶下歸德等重要據點，蔣命劉峙大舉西進。劉峙軍團由徐州沿隴海鐵路西進，5月16日攻佔商丘，馮部退守蘭封、杞县一線:471。
中央軍嚴重威脅開封，並在平漢鐵路命何成濬北上發動猛攻，企圖制止西北軍主力跟晉軍會師。平漢方面，中央軍攻勢成功，擊潰西北軍戰線，讓許昌為之動搖，大有與隴海中央軍會師河南之勢。反蔣聯軍中，以西北軍戰力最強，擁有全中國戰力最強、數量最多的騎兵軍和鐵甲車隊，以及善築高大的壘樓、挖掘深長壕溝的野戰防禦工事聞名，讓嚴重缺乏自動武器及重火力的中央軍難以應付。5月底，西北軍孙良诚、吉鴻昌於隴海鐵路正面擊敗陳誠。5月22日，反蔣聯軍主力進入蘭考地區布防。
馮玉祥調整部署分四路反攻，激戰旬餘，劉峙部退至定陶、曹县、民權地區:471。西北軍使用鐵甲車隊，讓中央軍攻勢損失慘重。為了對付西北軍鐵甲車，徐庭瑤下令在火車中山號裝上大鐵鉤，親自上火車中山號用高速向鐵甲車撞擊，火車遭西北軍炮火擊中，翻覆出軌，徐庭瑤重傷，師長由胡宗南代理。雙方大戰僵持不下，慘烈鏖戰超過一個月，在民權、野雞崗一帶相互僵持，拉鋸戰超過三個月以上。
5月16日，何成濬部進攻樊鍾秀部，並向許昌進逼:471。在西北軍重壓下，何成濬部潰退。5月31日，西北軍第二方面军骑兵集团司令郑大章率千余骑兵奇袭中央军后方的归德机场，烧毁飞机12架，俘虏飞行员和地勤50余人并进攻附近的朱集车站。郑大章认为车站有重兵把守，干扰后自动离去。实际当时车站守军只有200余人，蒋介石就在此地。而且，当时蒋介石的指挥列车有车厢无车头，无法逃脱。郑大章的离去使蒋介石逃过一劫。:469
6月4日，國民政府飛機隊在許昌前線偶遇西北軍樊鍾秀於戰場指揮，並抓準時機向樊鍾秀與其隨行人員發動空襲，樊鍾秀遭到炸彈重創後送醫，隔日傷重不治。樊鍾秀作為馮玉祥旗下優秀的野戰指揮官，其戰死對西北軍的平漢線戰事造成了嚴重的負面效應，西北軍的攻勢放緩使得何成濬指揮的第三軍團得以喘息，並繼續與西北軍進行消耗戰。
6月13日，何成濬部退守漯河:472。何成濬在漯河成功重組部隊，與西北軍進行陣地戰持續磨耗。在平漢鐵路，中央軍攻勢逼迫西北軍調來主力精銳支援，馮玉祥被迫回來親自坐鎮指揮。平漢中央軍企圖切斷隴海鐵路和平漢鐵路的計畫瓦解，但已達成原先策劃牽制吸引西北軍主力，阻其東進會師的戰略目標。
另方面，晉軍由傅作義指揮。5月下旬，閻部沿津浦鐵路進攻德州，迫韓復榘部向南撤退，在石友三部配合下，於6月25日攻克濟南，6月27日進至泰安、曲阜:472。晉軍在兵力較少的中央軍主力西調時奇襲山東，以數百門重炮打擊缺乏炮兵的中央軍，並遣派別動隊從東阿偷襲渡河，使雜牌部隊的韓復榘不支退敗。晉軍主力強渡黄河，進佔德州、東明等地，韓復榘、馬鴻逵敗退。但晉軍未能提供援助，傷亡慘重的西北軍逐轉守勢。

#### 南方戰場：攻擊桂系
南方戰場，5月下旬，李宗仁指揮所部由廣西分三路入湘，5月27日佔衡陽，至6月8日，攻佔長沙、岳陽:472。蔣中正令粵軍蔣光鼐率3個師奪取衡陽，武漢行營主任何應欽令何鍵率部由湘西反攻長沙，李宗仁部再奪衡陽受挫，7月初撤回廣西:472。蔣調動第十一軍（後來的十九路軍）切斷桂系，加上滇軍響應南京政府，自雲貴等地出兵進軍桂系根據地廣西，腹背受敵的廣西軍隊北伐攻勢只好草草收場，被迫撤回根據地防禦。
除了廣西部隊發動攻勢，根據地在福建省北部的地方實力派軍閥盧興邦也呼應了起兵，1930年6月7日，盧指揮的國民革命軍第52師向福州發起攻勢，但被駐紮福建的國民革命軍第56師（師長劉和鼎）擊退，基本上未對南京政府造成實質威脅。攻勢失敗後，盧興邦即刻向南京政府投降，並交還在1930年1月時擄走的福建省政府委員和福州水上公安局局長。南京政府的解決交換條件則是取回52師番號，將部隊減編為4團編制的福建省防軍第三旅，盧興邦降職為該旅旅長解決此事端。

#### 攻擊晉軍
西北軍在開封修築高壘深壕，密佈鹿砦、詭雷的嚴密防禦工事，擊退中央軍張治中率領教導第二師的反擊。並且差不多與晉軍成功包圍中央軍。7月，蔣親赴前線督戰:20。阎锡山發動曲阜包圍戰與中央軍激烈攻守，隴海中央軍胡宗南奉令帶第一師北上增援，進入防守的西北軍在隴海線大築工事，壓迫中央軍陷入僵持狀態。蔣中正仍堅持在前線的柳河車站坐鎮指揮作戰，穩固中央軍戰線。湖南戰場結束後，蔣中正決定自山東津浦展開反攻，並自青島發動登陸增援韓復榘反攻。8月初，晉軍全線潰敗，閻錫山為挽回劣勢出重金收買馮玉祥，支援武器補給請求西北軍進攻徐州。
位於鄭州與中央軍對抗的西北军已成強弩之末，馮玉祥決定搏命發動最後一擊。精銳盡出的西北军攻勢猛烈，一度攻下歸德等地，與中央軍大戰，雙方傷亡在20萬人以上。西北軍攻勢仍被蔣鼎文挡下，筋疲力盡的西北軍攻勢受創，也無法得到潰退的晉軍支持，結果西北軍戰敗。蔣中正調3個軍與3個師反攻，至8月15日，相繼攻佔曲阜、泰安、濟南，閻部節節敗退:472。晉軍傷亡慘重，撤出山東。

#### 集中攻擊西北軍
蔣中正決定不渡過黄河追擊晉軍，將轉調主力集中於平漢鐵路及陇海铁路，對西北军發動最後攻擊。蔣在津浦鐵路戰事結束後，轉向隴海鐵路，分三路向鄭州進攻:472。在8月底到9月初，蔣向西北軍發動總攻。9月6日，中央軍全面攻擊鄭州，兵分十八路突破迂迴西北軍陣地，胡宗南帶第一師深入截斷西北軍後路。9月10日，蔣中正親征，一日內擊潰民權戰線正面主陣地的西北軍主力。至10月6日，攻佔蘭封、開封、鄭州等地:472。馮部退守鄭州外圍，因閻部撤退，洛陽失守，遂轉入晉南:472。西北軍全面潰敗，一路逃出河南。
西北軍主力潰敗後，異志者眾，石友三敗逃河北，宣佈中立；西北軍猛將龐炳勛被馮玉祥留下斷後，部隊死傷慘重，憤而投誠蔣介石，並協助中央軍夜襲西北軍張自忠部，讓中央軍得以輕鬆長驅直入華北，馮玉祥僅在親兵護送下逃至山西。川军、滇軍面對此狀，也紛紛表態加入追擊，滇軍領袖龙云通電擁蔣，派盧漢、朱旭率軍進攻廣西，直逼桂系根據地南寧，後不敵桂軍，敗退回滇。

#### 東北軍表態
在蔣中正調度下，中央軍攻陷洛陽，截斷西北军潰逃後路，戰況漸漸明朗。但此刻蔣、聯雙方皆師老力疲，各方都试图拉拢隔岸觀火的奉系東北軍，蒋中正运用各种手段，包括高官、让出华北地盘相许、出兵华北的军费予以满足（先后汇出500万出兵费，另筹公债1,000万元资助东北财政）争取到张学良支持。9月18日，張學良通電擁蔣:472，發出〈巧電〉，呼籲蔣、聯雙方停止內戰，隨即遭到聯軍的拒絕。兩日後，張學良率东北军數萬人入山海关:472，攻進北平。
得到奉系領導人的支持，勝敗局勢已定，中央軍進攻北方幾無阻礙。10月，中央軍攻下陝西等地，重兵包圍山西殘軍敗將。10月上旬，張學良佔領河北，閻部退入山西:472。張學良趁勢大舉接收冀東地區，並呼籲停戰。11月4日，閻、馮通電下野，所部被蔣中正、張學良改編，戰爭結束:472。閻由日本人協助出走天津，西北軍則被張學良收編接管。反蔣同盟即告瓦解。張學良以東北軍三十萬人入主華北，勢力大增。至此中原大戰告一段落。

## 影響
這場混戰，雙方共傷亡30餘萬，造成深重災難，蔣勢力擴大，加強統治:472。中原大戰是北伐統一中國後，中國內最大的內戰，戰事蔓延冀、魯、豫、陝、鄂、湘、桂等行省，各方投入兵力超過130萬。本來準備剿共的國軍亦多數被調出，讓中国共产党得以喘息發展。
財政方面，雖然國民政府為了應付戰爭經費而接近破產的邊緣，但戰勝的蔣中正順利收編地方軍隊，地方政治分會被取消。裁撤地方軍人掌握的釐金，統一全國稅賦，鞏固國家體系。
從更高的層面看，戰事反映中國國民黨表面上的北伐統一，也讓國際社會對於國民黨所率領的南京政權是否能代表正統中國政府產生些许信心，但是除此之外背後卻有重大的隱患危机：蔣中正無法得到其他有力軍人信任，國民黨也無法仅以政治方法解決中央與地方軍閥的摩擦，只能訴諸武力。中原大戰的結果雖然以代表中央的蔣中正勝出，但是顯露出蔣仍舊需要東北軍張學良的支持，且東北軍止戰後，並沒有徹底消滅地方軍閥的勢力。
東北軍發兵入關內接收西北軍系的華北地盤造成山海關關外防務空虛，亦間接成為日後中國東北在九一八事變淪陷於日本關東軍的原因之一。

## 外部連結
- 中原大戰